# شي يانزي
شي يانزي مواليد 11 يناير 1984، هي لاعبة كرة مضرب صينية سابقة بدأت مسيرتها كمحترفة سنة 2003 وكانت تلعب باليد اليمنى. أعلى تصنيف لها في الفردي كان المركز الـ 184 في سنة 2004. أعلى تصنيف لها في الزوجي كان المركز الـ 149 في سنة 2004.

## روابط خارجية
- شي يانزي على موقع رابطة محترفات التنس (الإنجليزية)
- شي يانزي على موقع الاتحاد الدولي لكرة المضرب (الإنجليزية)
- شي يانزي على موقع اللجنة الأولمبية الصينية (الإنجليزية)